# Nagyszalánc (Kassa-környéki járás)
Nagyszalánc (szlovákul Slanec) község Szlovákiában, a Kassai kerület Kassa-környéki járásában.

## Fekvése
A település Kassától 20 km-re délkeletre, az Eperjes-Tokaji-hegység középső részén, 345 méter magasan fekszik. Területe 20,459 km². A Kassa–Ágcsernyő–Csap-vasútvonal érinti.

## Nevének eredete
Szalánc neve a szláv „slánac” (= sós vizű forrás) szóból származik, a mai szlovák Slanec visszaszlávosítás a magyarból.

## Története
A település egy fontos vár körül alakult ki, amely 1230-ban szerepel először a feljegyzésekben „Castrum Salis”, azaz „Sóvár” néven. A várat az Aba nemzetségbeli Szalánciak őse, az Aba nembeli Csama fia Péter építtette.
1270-ben V. István király Reinhold mesternek adományozta a várat, melyet ekkor „Zelench” alakban említenek. Szalánc új ura, Finta nádor a cseh trón megszerzésért folytatott küzdelemben Přemyšl Ottokár cseh királyt támogatta IV. László magyar királlyal szemben, aki ezért 1281-ben elfoglalta Szalánc várát. 1299-ben a várat a helybeli Szalánczi család kapta meg, de Szalánczi Péter 1311-ben a szintén Aba nembeli Amadék oldalán Csák Máté táborába szegődött. A rozgonyi csata után Károly Róbert király a birtokot híveinek, a Drugetheknek adta, később házasság révén a Losonczyak, majd kihalásuk után – 1601-ben – II. Rudolf császár a Forgách családnak adta. 1440-ben Jiskra János huszitái foglalták el, és megrongálták. Losonczy László újra felépíttette. I. Rákóczi György 1644-ben a vár alatt győzte le III. Ferdinánd császár seregét, a várat pedig elfoglalva felgyújtotta, de újjáépült. 1678-ban Thököly Imre szállta meg, de még abban az évben visszafoglalták a császáriak, és végleg lerombolták. 1697-ben a császári csapatok a vár alatt semmisítették meg Thököly seregének maradványait. 1944-ig a Forgáchok birtoka, akik a 18. század közepén a hegy alatt ma is álló kastélyt építtették.
A 18. század végén Vályi András így ír róla: „Nagy Szaláncz Kis Szaláncz. Két magyar falu Abaúj Várm. Nagynak földes Ura Gr. Forgách; ennek pedig Gr. Forgách, Szirmay, és több Uraságok, lakosaik katolikusok, és más félék, fekszenek Regete-Ruszkának szomszédságában, mellynek filiáji; hajdani Vára nevezetesítette; földgyeik középszerűek, erdőjök jeles, legelőjök hasznos, vagyonnyaik külömbfélék.”

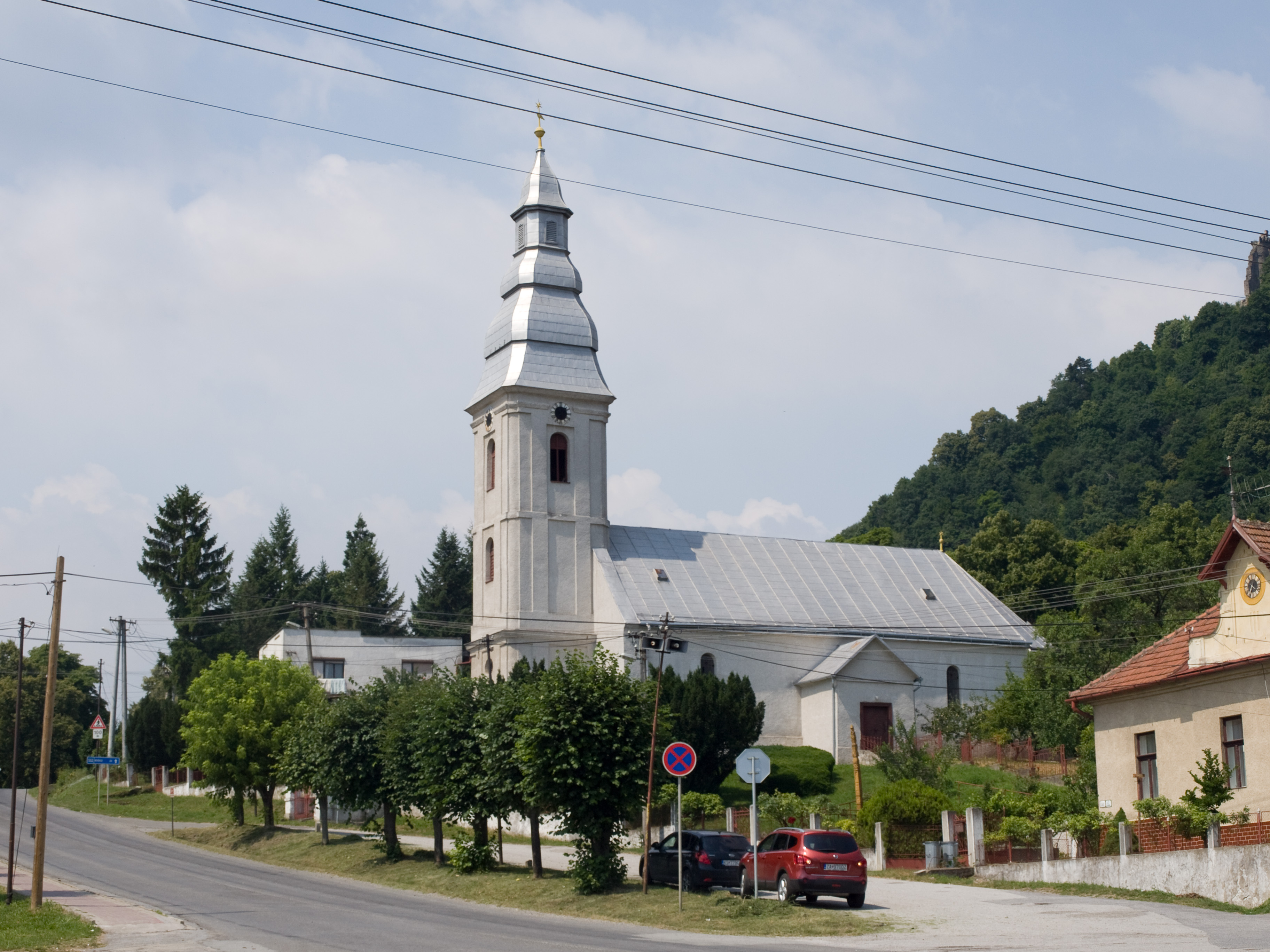
Templom

Fényes Elek 1851-ben kiadott geográfiai szótárában így ír a faluról: „Szaláncz (Nagy), magyar-tót falu, Abauj vmegyében, 140 r., 8 g. kath., 6 evang., 250 ref., 7 zsidó lakossal. Kath. fiók, ref. anyaszentegyház. Van egy régi omladozott vára, igen szép, vadakkal bővelkedő erdeje. F. u. gr. Forgách.”
Borovszky Samu monográfiasorozatának Abaúj-Torna vármegyét tárgyaló része szerint: „Nagy-Szaláncz községe. Ugyszólván egészen erdőben áll. 125 háza van, 886 magyar és tót lakossal, vasúti állomás, posta- és táviró hivatallal. Gr. Forgách István parkjában, a Várhegy alatt és a község határában kőkori és bronzkori emlékeket találtak. Nevezetessége gr. Forgách István kastélya, parkja és a vár, melynek képét más helyen közöljük. A parkban álló kastélyt gr. Forgách Zsigmond építtette a mult század második felében. A kastély fölött emelkednek a szalánczi vár romjai; jó karban fenntartott donjonjában a család képtára van elhelyezve. Az uradalom összes majorjai, továbbá az alsókemenczei kastély és az u. n. Kerekhegyen a jelenlegi tulajdonos által épitett kecses vadászlak telefon-hálózattal vannak a szalánczi kastélylyal összekötve. Az uradalomról a gazdasági részben szólunk bővebben. A község határában levő kőbányát a magyar államvasutak bérlik. A lakosok földmivelés mellett dongakészitéssel is foglalkoznak.”
1920 előtt a település Abaúj-Torna vármegye Füzéri járásához tartozott.
1938 végén emlékiratot adtak ki a község Magyarországhoz való csatolásáról, ami miatt a református lelkészt december 5-én kiutasították Csehszlovákiából. 1938. december 19-én súlyos határincidens történt itt, mely során egy-egy katona elesett, s emiatt átmenetileg a magyar-szlovák tárgyalások is megrekedtek. A helyi magyar lakosságot emiatt is súlyos retorziók érték.
1989–1990-ben közigazgatásilag hozzá tartozott Kisszalánc is.

## Népessége
| Év:            | 1994. | 2004.   | 2014.   | 2024.   |
| -------------- | ----- | ------- | ------- | ------- |
| Emberek száma: | 1231  | 1315    | 1445    | 1500    |
| Eltérés:       |       | +6,82 % | +9,88 % | +3,80 % |

| Év:            | 2023. | 2024.   |
| -------------- | ----- | ------- |
| Emberek száma: | 1481  | 1500    |
| Eltérés:       |       | +1,28 % |

1880-ban 1024 lakosából 827 magyar és 122 szlovák anyanyelvű volt.
1890-ben 866 lakosából 763 magyar és 92 szlovák anyanyelvű volt.
1900-ban 892 lakosából 841 magyar és 48 szlovák anyanyelvű volt.
1910-ben 856 lakosából 693 magyar és 149 szlovák anyanyelvű volt.
1921-ben 1119 lakosából 501 magyar, 471 csehszlovák, 50 zsidó, 36 egyéb nemzetiségű, 7 orosz és 54 állampolgárság nélküli volt. Ebből 509 református, 452 római katolikus, 84 görögkatolikus, 53 izraelita, 17 evangélikus és 4 egyéb vallású volt.
1930-ban 1466 lakosából 354 magyar, 814 csehszlovák volt, 19 zsidó, 15 német, 8 ruszin, 2 egyéb nemzetiségű és 254 állampolgárság nélküli volt. Ebből 677 római katolikus, 572 református, 102 görög katolikus, 70 izraelita, 28 evangélikus és 17 egyéb vallású volt.
1970-ben 1503 lakosából 40 magyar, 5 cseh és 1455 szlovák volt.
1980-ban 1377 lakosából 22 magyar és 1344 szlovák volt.
1991-ben 1246 lakosából 37 magyar és 1200 szlovák volt. Ebből 664 római katolikus, 308 református, 49 görög katolikus, 173 nem vallásos és 52 egyéb vallású volt.
A 2001-es népszámlálás szerint 1283 lakosából 1168 szlovák és 25 magyar volt. Ebből 833 római katolikus, 275 református, 49 görög katolikus, 16 evangélikus, 40 nem vallásos és 55 ismeretlen vallású volt.
2011-ben 1382 lakosából 1180 szlovák, 54 cigány, 11 magyar és 5 cseh.

## Neves személyek
- Itt is alkotott Julius von Blaas (1845–1922) olasz–osztrák festőművész.
- Itt élt Forgách István vállalkozó földbirtokos, állattenyésztő.[9]
- Itt született 1851-ben Behyna Gyula lőcsei főgimnáziumi tanár.[10]
- Itt szolgált Idrányi Barna (1861-1933) nagyszalánci református lelkipásztor, esperes, a csehszlovákiai Tiszáninneni egyházkerület harmadik püspöke.

## Nevezetességei

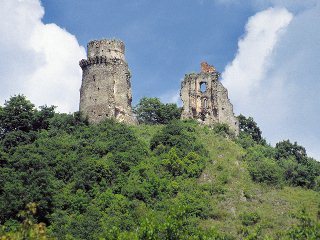
Szalánc várának romjai

- A falu feletti 510 m magas hegyen láthatók Szalánc várának romjai. Egyik épen maradt tornyában egykori birtokosai, a Forgáchok a 19. század végén családi múzeumot létesítettek, 1945 januárjában azonban ez is megsemmisült. A várhegy 1933 óta természetvédelmi terület.
- Római katolikus Szent István temploma 1754-ben, református temploma 1784-ben, a klasszicista Forgách-kastély a 18. század második felében épült.